# 一宮市立葉栗北小学校
一宮市立葉栗北小学校（いちのみやしりつはぐりきたしょうがっこう）は、愛知県一宮市光明寺にある公立小学校。

## 概要
- 一宮市葉栗地区の北部の小学校である。
- この地区には、現在の一宮市立光明寺保育園の場所に一宮市立葉栗小学校北分校が存在した。生徒数の増加により北分校校舎が手狭となったため、住民から分離校の設置の要望があり、北分校を廃止し、新たに葉栗北小学校が開校した。

## 沿革
一宮市立葉栗小学校北分校については一宮市立葉栗小学校#沿革を参照。
- 1971年（昭和46年）7月 - 住民に分離校設置の運動がおき、一宮市に一宮市立葉栗小学校分校に関する陳情書が提出される。
- 1974年（昭和49年）8月 - 校地が現在地に決定する。
- 1975年（昭和50年）6月 - 分離校設立準備委員会が設置される。
- 1976年（昭和51年）
  - 7月10日 - 起工式を行う。
  - 12月 - 校名が一宮市立葉栗北小学校に決定する。
- 1977年（昭和52年）
  - 3月31日 - 一宮市立葉栗小学校北分校を廃止。
  - 4月1日 - 一宮市立葉栗北小学校として開校。
  - 7月5日 - プールが完成する。
- 1978年（昭和53年）3月 - 屋内運動場が完成する。

## 通学区域
- 光明寺、笹野、更屋敷、杉山、田所[1]。

## 進学先中学校
- 一宮市立葉栗中学校

## 交通アクセス
- 名鉄バス光明寺線「光明寺」バス停より徒歩約15分。

名鉄一宮駅バスターミナルより10系統・11系統

## 周辺施設
- 国営木曽三川公園三派川地区
  - 138タワーパーク
- 光明寺公園
  - 一宮市総合体育館
  - 光明寺公園球技場
- 一宮市立光明寺保育園